# Gilles Pennelle
Gilles Pennelle (ur. 20 lipca 1962 w Dieppe) – francuski polityk, samorządowiec i nauczyciel, poseł do Parlamentu Europejskiego X kadencji.

## Życiorys
Urodził się jako syn pracownika huty szkła i gospodyni domowej. Kształcił się na Université de Rouen-Normandie, uzyskał uprawnienia do wykonywania zawodu nauczyciela. Od 1985 przez ponad 30 lat uczył historii i geografii w różnych szkołach. Działał w identytarystyczno-neopogańskim stowarzyszeniu Terre et Peuple. W latach 80. był związany z nacjonalistycznym ugrupowaniem Parti des forces nouvelles, w 1987 dołączył do Frontu Narodowego (przekształconego później w Zjednoczenie Narodowe). Pod koniec lat 90. przeszedł do Narodowego Ruchu Republikańskiego, który opuścił w 2002. W 2011 powrócił do Frontu Narodowego. Pełnił funkcję radnego w Rouen (1989–2001) i Górnej Normandii (1992–2004). W 2015 zasiadł w radzie regionalnej Bretanii. W latach 2023–2024 był dyrektorem generalnym swojego ugrupowania, zrezygnował z tej funkcji po ogłoszeniu wyników wyborów parlamentarnych z lipca 2024, w trakcie których kierował kampanią. W wyborach w poprzednim miesiącu uzyskał mandat posła do Europarlamentu X kadencji.